# Flammenwerfer 41

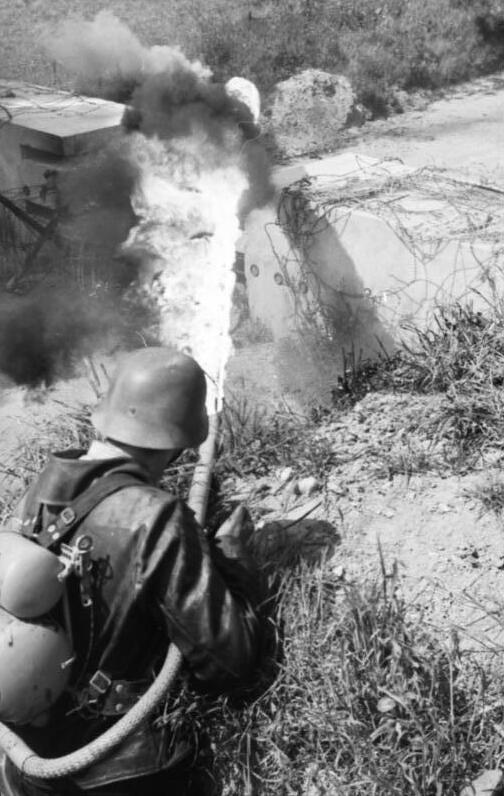
Soldat mit Flammenwerfer 41

Der Flammenwerfer 41 (oder FmW 41) war ein Ein-Mann-Flammenwerfer, der im Zweiten Weltkrieg von der deutschen Wehrmacht eingesetzt wurde. Er wurde ab 1941 produziert und sollte den Flammenwerfer 35 ablösen.

## Entwicklung

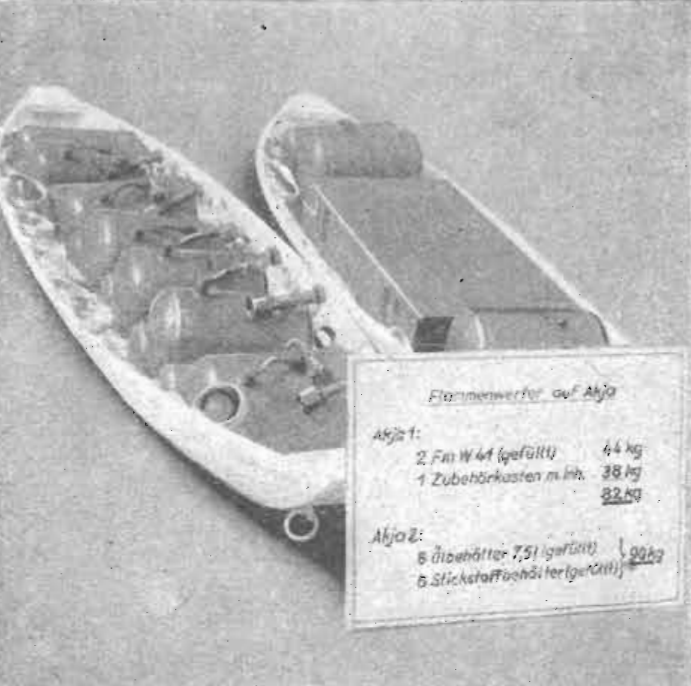
Boots-Akja mit zwei Flammenwerfern und Nachfüllungbehältern

Der Flammenwerfer 41 wurde mit dem Ziel konstruiert, die Technik des Modells 35 zu überarbeiten und eine einfachere Bedienung zu ermöglichen. Da er mit knapp 36 Kilogramm zu schwer für den Infanterieeinsatz war, verringerte man das Gewicht auf Kosten der Kapazität des Flammöltanks, welcher von 11,8 auf 7,5 Liter verkleinert wurde. Des Weiteren reduzierte man die Anzahl der benötigten Handgriffe zum Abgeben eines Feuerstoßes.
Durch die extreme Kälte an der Ostfront kam es im Winter 1941/42 immer wieder zu Zündversagern, weswegen das Wasserstoff-Zündsystem durch eine Zündvorrichtung mit Strahlpatrone ersetzt wurde. Die Strahlpatrone konnte zehnmal verwendet werden und funktionierte auch bei Temperaturen unter dem Gefrierpunkt zuverlässig. Beim Betätigen des Abzuges wurde zuerst die Patrone gezündet, welche dann wiederum das austretende Flammöl entzündete.
Um mit dem Flammenwerfer im Gebirge oder bei Schnee operieren zu können, wurde dieser auf zwei sogenannte Boots-Akja aufgeteilt, welche ab 1942 zur Verfügung standen. Dazu wurden auf dem einem Akja zwei Flammenwerfer mit Zubehörkasten und auf dem anderen mehrere Nachfüllbehälter transportiert.

## Technische Daten
| Kenngröße                   | Daten      |
| --------------------------- | ---------- |
| Länge                       | 40 cm      |
| Breite                      | 60 cm      |
| Höhe                        | 25 cm      |
| Gewicht                     | 22 kg      |
| Druckgas                    | Stickstoff |
| Flammölmenge                | 7,5 Liter  |
| Anzahl möglicher Feuerstöße | 2–8        |
| Reichweite                  | 20–30 m    |